# Eumacrodes gracilis
Eumacrodes gracilis là một loài bướm đêm trong họ Geometridae.